# Lloyd Bacon
Lloyd Francis Bacon (San Jose, 4 dicembre 1889 – Burbank, 15 novembre 1955) è stato un regista, attore e sceneggiatore statunitense.

## Biografia
Comincia la sua carriera come attore lavorando al fianco di Broncho Billy e Charlie Chaplin ai tempi in cui il celebre attore e regista inglese lavorava per la Essanay Corporation. Bacon, come molti altri artisti dell'epoca, viene dall'ambiente del vaudeville e pur sentendo una certa inclinazione per gli studi di giurisprudenza è alla fine il teatro a prevalere e debutta a Broadway all'inizio degli anni dieci. Lavora come attore e controfigura fino allo scoppio della prima guerra mondiale, quando viene mandato oltreoceano con la Marina: l'ammirazione per questo corpo è tale che trasparirà da molti dei suoi film.
Dopo la fine del conflitto, si muove per alcuni studios approdando presso quello di Mack Sennett che lo assume come scrittore di gag, ma lo studio del grande pioniere del cinema era ormai in declino e nel 1925 Bacon arriva alla Warner Bros. dove comincia a dirigere alcune pellicole. Già i suoi primi lavori sono dei successi che fanno incassare parecchi soldi alla casa di produzione. Nel 1933, gira Quarantaduesima strada, un musical con Warner Baxter, un film che diverrà uno dei capisaldi della commedia musicale per le complesse coreografie ad opera di Busby Berkeley. Di quattro anni dopo è il gangster movie Le cinque schiave con Bette Davis, un film quasi di denuncia in cui la figura del gangster si ispira al mafioso Lucky Luciano il cui processo iniziava a far emergere il problema delle donne che lavoravano nei locali della mala.
Nel 1938, Bacon torna alla commedia musicale con il film Amore in otto lezioni, sempre con le coreografie di Busby Berkeley. Dopo alcune opere poco riuscite, nel 1943 gira Convoglio verso l'ignoto un film di guerra con Humphrey Bogart tutto ambientato in un sottomarino. Dell'anno dopo è La famiglia Sullivan, ispirato alla storia vera di una famiglia che perse tutti e cinque i figli sul fronte del Pacifico durante il secondo conflitto mondiale. Nel 1951, torna per l'ultima volta al musical con Un'avventura meravigliosa, il film che lancerà l'attrice Mitzi Gaynor.

### Vita privata
Figlio dell'attore teatrale e scrittore Frank Bacon (1864-1922) e fratello dell'attore Irving Bacon, Lloyd Bacon era sposato con Margaret Adele Balch Bacon (1907-1989). Morì a 65 anni per un'emorragia cerebrale il 15 novembre 1955. Fu sepolto al Forest Lawn Memorial Park (Hollywood Hills).

## Premi e riconoscimenti
Per il suo contributo all'industria cinematografica, gli venne assegnata una stella sulla Hollywood Walk of Fame al 7011 di Hollywood Blvd.

## Filmografia parziale

### Regista
- The Speeder – cortometraggio (1922)
- The Educator – cortometraggio (1922)
- No Luck – cortometraggio (1923)
- Extra! Extra! – cortometraggio (1923)
- Uneasy Feet – cortometraggio (1923)
- F.O.B. – cortometraggio (1923)
- Radio Romeo – cortometraggio (1923)
- The Host – cortometraggio (1923)
- Good Morning – cortometraggio (1924)
- Wedding Showers – cortometraggio (1924)
- Don't Fail  – cortometraggio (1924)
- Empty Heads – cortometraggio (1924)
- The Wild Goose Chaser – cortometraggio (1925)
- The Raspberry Romance – cortometraggio (1925)
- Merrymakers – cortometraggio (1925)
- He Who Gets Smacked – cortometraggio (1925)
- Good Morning, Nurse – cortometraggio (1925)
- Hurry, Doctor! – cortometraggio (1925)
- A Rainy Knight – cortometraggio (1925)
- Good Morning, Madam! – cortometraggio (1925)
- Take Your Time – cortometraggio (1925)
- Isn't Love Cuckoo? – cortometraggio (1925)
- The Window Dummy – cortometraggio (1925)
- Wide Open Faces – cortometraggio (1926)
- The Funnymooners – cortometraggio (1926)
- Meet My Girl – cortometraggio (1926)
- Circus Today, co-regia di Del Lord – cortometraggio (1926)
- Two Lips in Holland – cortometraggio (1926)
- Broken Hearts of Hollywood (1926)
- A Prodigal Bridegroom, co-regia di Earle Rodney – cortometraggio (1926)
- Private Izzy Murphy (1926)
- Finger Prints (1927)
- Smith's Customer – cortometraggio (1927)
- White Flannels (1927)
- The Heart of Maryland (1927)
- A Sailor's Sweetheart  (1927)
- Brass Knuckles (1927)
- The Question of Today (1928)
- Pay as You Enter (1928)
- The Lion and the Mouse (1928)
- Women They Talk About (1928)
- Il cantante pazzo (The Singing Fool) (1928)
- Stark Mad (1929)
- L'uomo dei monti (No Defense) (1929)
- Honky Tonk (1929)
- Papà mio! (Say It with Songs), regia di Lloyd Bacon (1929)
- So Long Letty (1929)
- Gelosia (The Other Tomorrow) (1930)
- She Couldn't Say No (1930)
- La donna e la femmina (A Notorious Affair) (1930)
- Moby Dick, il mostro bianco (Moby Dick) (1930)
- La dattilografa (Office Wife) (1930)
- 50 Million Frenchmen (1931)
- Sit Tight (1931)
- Kept Husbands (1931)
- Gold Dust Gertie (1931)
- L'artiglio rosa (Honor of the Family) (1931)
- Manhattan Parade (1931)
- Fireman Save My Child (1932)
- Il segreto del dottore (Alias the Doctor), co-regia di Michael Curtiz (1932)
- The Famous Ferguson Case (1932)
- Miss Pinkerton (1932)
- Crooner (1932)
- You Said a Mouthful (1932)
- Quarantaduesima strada (42nd Street) (1933)
- Dinamite doppia (Picture Snatcher) (1933)
- Mary Stevens, M.D. (1933)
- Viva le donne! (Footlight Parade) (1933)
- Son of a Sailor (1933)
- Wonder Bar (1934)
- A Very Honorable Guy (1934)
- He Was Her Man (1934)
- Un grullo in bicicletta (Six Day Bike Ryder) (1934)
- I diavoli in paradiso (Devil Dogs of the Air) (1935)
- Follia messicana (In Caliente) (1935)
- Broadway Gondolier (1935)
- Colpo proibito (The Irish in U.S.) (1935)
- La riva dei bruti (Frisco Kid) (1935)
- Sons o' Guns (1936)
- Caino e Adele (Cain and Mabel) (1936)
- Amore in otto lezioni (Gold Diggers in 1937) (1936)
- Le cinque schiave (Marked Woman) (1937)
- San Quentin (1937)
- Ever Since Eve (1937)
- Sottomarino D1 (Submarine D1) (1937)
- Un bandito in vacanza (A Slight Case of Murder) (1938)
- Cowboy from Brooklyn
- Racket Busters (Racket Busters) (1938)
- Boy Meets Girl (1938)
- Wings of the Navy  (1939)
- Il terrore dell'Ovest (The Oklahoma kid) (1939)
- Indianapolis Speedway (1939)
- Espionage Agent (1939)
- A Child Is Born (1939)
- Strisce invisibili (Invisibles Stripes) (1939)
- 3 Cheers for the Irish (1940)
- Il vendicatore (Brother Orchid) (1940)
- Knute Rockne All American  (1940)
- Honeymoon for Three (1941)
- Passi nel buio (Footsteps in the Dark) (1941)
- Con mia moglie è un'altra cosa (Affectionately Yours) (1941)
- Navy Blues (1941)
- I tre furfanti (Larceny Inc.) (1942)
- Wings for the Eagle (1942)
- Rivalità (Silver Queen) (1942)
- Convoglio verso l'ignoto (Action in the North Atlantic) (1943)
- La Famiglia Sullivan (The Sullivans) (1944)
- Sunday Dinner for a Soldier  (1944)
- Capitano Eddie (Captain Eddie) (1945)
- Home, Sweet Homicide (1946)
- Wake Up and Dream (1946)
- E ora chi bacerà? (I Wondering Who's Kissing Her Now) (1947)
- You Were Meant for Me (1948)
- Give My Regards to Broadway (1948)
- Non fidarti di tuo marito (An Innocent Affair) (1949)
- L'adorabile intrusa (Mother Is a Freshman) (1949)
- Quando torna primavera (It Happens Every Spring) (1949)
- Segretaria tutto fare (Miss Grant Takes Richmond) (1949)
- Roba da matti (The Good Humor Man) (1950)
- Kill the Umpire (1950)
- Accidenti che ragazza! (The Fuller Brush Girl) (1950)
- Butterfly americana (Call Me Mister) (1951)
- Le rane del mare (The Frog Men) (1951)
- Un'avventura meravigliosa (Golden Girl) (1951)
- Bella ma pericolosa (She Couldn't Say No) (1952)
- The I Don't Care Girl (1953)
- Bill West fratello degli indiani (The Great Sioux Uprising) (1954)
- Walking My Baby Back Home (1953)
- La linea francese (French Line) (1954)

### Attore
- His Regeneration, regia di Gilbert M. 'Broncho Billy' Anderson (1915)
- The House of Intrigue, regia di Lloyd Ingraham (1919)
- Wagon Tracks, regia di Lambert Hillyer (1919)
- Vagabond Luck, regia di Scott R. Dunlap (1919)
- The Feud, regia di Edward LeSaint (1919)
- The Kentucky Colonel, regia di William A. Seiter (1920)
- Hearts and Masks, regia di William A. Seiter (1921)
- The Speeder, regia di Lloyd Bacon – cortometraggio (1922)
- Killing Time, regia di Fred Hibbard – cortometraggio (1924)